# Knightstown (Indiana)
Knightstown es un pueblo ubicado en el condado de Henry en el estado estadounidense de Indiana. En el Censo de 2010 tenía una población de 2182 habitantes y una densidad poblacional de 810,85 personas por km².

## Geografía
Knightstown se encuentra ubicado en las coordenadas 39°47′44″N 85°31′52″O / 39.79556, -85.53111. Según la Oficina del Censo de los Estados Unidos, Knightstown tiene una superficie total de 2.69 km², de la cual 2.67 km² corresponden a tierra firme y (0.96%) 0.03 km² es agua.

## Demografía
Según el censo de 2010, había 2182 personas residiendo en Knightstown. La densidad de población era de 810,85 hab./km². De los 2182 habitantes, Knightstown estaba compuesto por el 97.98% blancos, el 0.14% eran afroamericanos, el 0.09% eran amerindios, el 0.14% eran asiáticos, el 0.09% eran isleños del Pacífico, el 0.41% eran de otras razas y el 1.15% pertenecían a dos o más razas. Del total de la población el 0.6% eran hispanos o latinos de cualquier raza.